# 仁堀連絡船
仁堀連絡船（にほりれんらくせん）は、日本国有鉄道が広島県呉市の仁方港と、愛媛県松山市の堀江港との間を運航していた鉄道連絡船。仁方港は呉線仁方駅近く、堀江港は予讃本線堀江駅近くにそれぞれ位置していた。

## 概要
利用が低迷したことから、戦後唯一赤字を理由に廃止された国鉄の航路である（他の航路廃止は橋梁やトンネルの開通で代替された事によるものである）。
もともと、戦後の混乱期に輸送力不足に陥っていた宇高連絡船の補助航路として開かれたものであるが、その本来の目的を果たしていたのは戦後の短期間に留まり、以後は鉄道連絡船としての存在意義の薄いまま、ローカル航路として推移した。終戦から5年経った1950年（昭和25年）10月の時刻表では既に1日1往復となっている（その後、1日2往復体制となった）。このような航路であったため、専ら大島連絡船の余剰船で運航されていたという。あまりにもマイナーな立地で、国鉄職員でも知らない者が多かった。
連絡船の便数が少なく、双方の港も駅から離れており、両港での接続列車は呉線の電化前に東京駅 - 広島駅間の急行「安芸」が仁方駅に停車していたことを除くと基本的に普通列車のみで、航路に合わせた時刻設定にもなっていなかった。列車の車内放送では連絡船接続の案内すらなかったという。ただし、日本交通公社から発売されていた日本国有鉄道監修時刻表には仁方・堀江両駅における接続列車の時刻が掲載されていた。
このため実際に列車乗り継ぎで鉄道連絡船として利用する乗客は事実上は所謂乗り鉄しかおらず、普通旅客もお年寄りや若者ばかりだったとする書籍もある。一方地元堀江の、ある住民による回想では、大阪で働いていたころは、仁方駅から乗換なしで大阪まで行ける仁堀航路は宇高航路経由よりも楽で時間も短かったため、ほとんどの場合利用していたと述べている。
トラックなどのフェリー輸送が主であったが、のちには仁方港に近い呉郊外の阿賀港から堀江まで民営のカーフェリー（呉・松山フェリー）が頻発するようになり、苦戦を強いられた。
最後に就航した瀬戸丸はカーフェリー仕様の新造船であったが、国鉄と造船会社の間で建造費を巡ってトラブルが起き、就航が約半年遅れるという珍しいエピソードがあった。なお、航路廃止によりわずか7年で用途廃止となった瀬戸丸は売却されている。
仁方・堀江両港には航路の記念碑が建立されている。また、呉・松山フェリーはしまなみ海道の開通やその後の状況の変化により、仁堀航路の廃止からちょうど27年後の2009年（平成21年）7月1日に廃止となった。
- 仁方桟橋（2023年）
- 仁方桟橋の記念碑
- 堀江港の記念碑

## 歴史
- 1946年（昭和21年）5月1日：四国鉄道局所管で航路開設。
- 1956年（昭和31年）4月1日：広島鉄道管理局へ移管。
- 1965年（昭和40年）7月1日：自動車航送開始。
- 1982年（昭和57年）
  - 6月30日：営業最終日[4]。
  - 7月1日：航路廃止[4]。

当航路の開設運動は、日中戦争の始まった1937年（昭和12年）半ばからもちあがっていた。昭和10年（1935年）に広島鉄道管理局が呉線を開通させ、その繁栄のために中四国連絡をもくろんでいた。そのため菊間・北条・堀江の各地域は誘致運動を行い、1941年（昭和16年）に国鉄が現地調査をした結果、堀江が適当であるとし、呉と堀江を結ぶことを内定した。しかし、太平洋戦争が起こったため、計画は一時中断した。
1944年（昭和19年）になり、日本海軍は呉の工場が軍港に近いため分散したいが、中国の近辺には適地がない。そこで堀江に工場を造り、連絡船をつけ呉へ供給しようと決定した。堀江駅から桟橋まで鉄道を引き込んで、船で軍需品を呉に運ぶとし、線路も敷設しホームも設置できていたが、この時終戦になりこの話もとん挫したが、戦時中の宇高航路の輸送量は、極度に低下し窮迫の度を加え、国鉄でも戦争の進展につれて輸送事情がますます悪化しており、その緩和策として旅客のほか、貨車航送の計画も練っていたが、それも終戦で一時中断された。
戦後の本土対四国の客貨輸送はさらに宇高航路に集中し、そのような事情も重なって四国鉄道管理局では宇高の補助航路として日本海軍が準備していた仁堀航路を開設した。戦後間もない1946年（昭和21年）に関門（下関 - 門司）の中古船長水丸（393 t）が就航し、一日2往復で営業を開始した。当初の運賃は、三等で大人片道6円（当時）とかなり高価だが、中国と四国を結ぶ航路がまだ少なかった開業当初は乗客が殺到。物資・食糧の不足したころで外地からの復員兵士や経済統制下でヤミ物資を運ぶ商人ら（堀江からは米を、野菜、卵、大豆、小豆、コンニャク、ヤミ焼酎等。仁方からはノコ、ヤスリ等）や、他の航路に欠航・休航が多かったこともあり大変混雑し、一時的に定員530人を上回る600人以上を一度に運んだこともある。持ち込まれる物資の重さで船は傾くほどだったという。開設当時の五月には18000人、さらに同年10月には3万人を超え、年間通しての一日平均利用人員は、685人にも達し活況を呈し、青函連絡船、宇高航路とともに有名であった。
その後、水島丸（333 t）・五十鈴丸（153 t）・安芸丸（250 t）・瀬戸丸（399 t）の四隻が就航し活躍したが、1949年度（昭和24年度）以降、戦後の混乱状態も生活物資の充実や政治の安定と共に平静さをとりもどし、仁堀航路の輸送は漸減していった。それにつれて経費は増大し経営難に陥り、経営合理化のため同年11月より、一日1往復にするなどの経費節減対策がとられた。便数の削減も影響して、一日平均利用人員は100人前後に激減した。1951年（昭和26年）12月から小型ディーゼル船で、定員242人の五十鈴丸が一日二往復で就航したため、一時的に利用客は増加したものの、1959年度（昭和34年度）の233人を一旦のピークとして再び減少傾向をたどった。それに先立ち、1956年（昭和31年）4月1日より広島鉄道管理局へ移管された。
昭和40年代のモータリゼーションの到来で、1965年（昭和40年）7月1日からフェリーとなり自動車航送も開始したが、より便利な民間フェリーとの競合や水中翼船・高速艇の出現で利用客は減少。一日平均150人、自動車も20台以下となり、1981年度（昭和56年度）は121人、17台にまでなって営業係数も400台にまで落ち込み、年間300万円（当時）を超える赤字を出すに至った。
これらの状況より国鉄は、仁堀航路の廃止を決定し、1982年（昭和57年）6月30日をもって、廃止となった。1946年（昭和21年）5月の営業開始以来、乗客237万人、自動車11万台を航送した。

## 航路詳細
- 仁方・堀江間　実キロ：37.9 km 　営業キロ：70.0 km（民間航路との運賃調整を意図した擬制キロ）

仁方港は仁方駅から徒歩12分、堀江港は堀江駅から徒歩5分（約500 ｍ）。
1978年（昭和53年）当時、1日3往復・所要1時間40分。当時の使用船舶は瀬戸丸。このころより営業を桟橋に集中させ合理化を図っていた。
1981年（昭和56年）当時の平均利用実績は、1日（2往復）に乗客119人、自動車10台。
1980年（昭和57年）ごろは5か月で3000 - 1600人、700台ほど。

## 運賃・料金
運賃・料金はすべて廃止時のものである。普通運賃はこども半額。
- 普通運賃：940円
- 自動車航送料金
  - 車の長さが3 mまでが3,700円、4 mまでが4,800円、5 mまでが6,100円、6 mまでが6,700円、7 mまでが7,700円、8 mまでは8,800円、9 mまでは9,700円、10 mまでは10,700円、11 mまでは11,900円、12 mまでは13,300円で、航送料金には運転する人1名の運賃が含まれていた。
- 営業キロが100 km未満にもかかわらず、宇高連絡船・宮島連絡船と違い定期券と回数券は発売されなかった。

### 仁堀連絡船ときっぷ

#### 最長片道切符ルートとしての仁堀連絡船
本州と四国を結ぶ国鉄航路が仁堀連絡船と宇高連絡船の2本存在していたため、同じ区間を2度通ることなく四国島内を通過して旅行することが可能であった。したがって、この2本の航路を通ることで、国鉄の経営する最長ルート（最長片道切符のルート）に四国島内の路線を組み入れることもできた。実際、宮脇俊三が1978年（昭和53年）に2つの連絡船を利用した片道切符での旅を実行し、仁堀連絡船の様子も『最長片道切符の旅』で記している。また、東北新幹線開業の1982年（昭和57年）6月23日から当航路廃止の同年6月30日までの1週間ほどの間は、このような切符の片道経路の長さが史上最も長くなっていた期間であるが、対象期間が短かったため、この最長経路は南から北に向かって実行する場合のみ実行可能なものであった。
仁堀連絡船の廃止以降は現在に至るまで本州と四国を結ぶ国鉄・JR路線は宇高連絡船→瀬戸大橋線の1本しかなく、最長片道切符は同じ区間を2度通ることができないので、最長片道切符では四国を経由できなくなっている。
なお、現在では仮に仁堀連絡船が存続していたとしても、1988年（昭和63年）4月1日以降は中村線の窪川 - 若井間が土佐くろしお鉄道に移管されてしまったため、実質的に宇多津 - 高松 - 佐古 - 佃 - 多度津 - 堀江のルートしか使用できない。ただし、同区間で連絡運輸を用いる場合は土讃線高知・窪川方面・予土線を経由することもできる。

#### 青春18のびのびきっぷでの利用
1982年（昭和57年）春から発売された「青春18のびのびきっぷ」（現：青春18きっぷ）は国鉄の鉄道連絡船の普通船室が利用可能であったため、当連絡船に乗船することも可能であった。
なお、青春18のびのびきっぷが最初に発売された1982年（昭和57年）春シーズンが同年5月31日で終了したあと、夏シーズンが始まる同年7月20日より前に廃止されたため、青春18のびのびきっぷで実際に仁堀連絡船に乗船できたのは最初のシーズンのみであった。

## 船舶
運航開始時および運航開始直後に就役した船舶
- 長水丸 - 1920年（大正9年）就航。元関門連絡船。1946年（昭和21年）の仁堀連絡船運航開始時に就役したが、1951年（昭和26年）に五十鈴丸と交代し関門連絡船に復帰。
- 水島丸 - 1917年（大正6年）就航。元宇高連絡船。1947年（昭和22年）に仁堀連絡船で就役。1953年（昭和28年）売却。
- 映海丸 - 1939年（昭和14年）竣工の陸軍の艦艇を旅客船化改造したもの。1948年（昭和23年）に海上保安庁へ移管。

後年に就役した船舶
- 五十鈴丸 - 元大島連絡船。海軍の魚雷運搬船を戦後に旅客船化改造したもの。1951年（昭和26年）に仁堀連絡船で就役。1964年（昭和39年）に宮島連絡船へ転属。
- 安芸丸 - 1961年（昭和36年）就航。元宮島連絡船「大島丸」。1965年（昭和40年）に仁堀連絡船で就役し改称された。1975年（昭和50年）に大島航路に復帰し翌年の同航路の廃止まで使用された。
- 瀬戸丸 - 1975年（昭和50年）就航。仁堀連絡船唯一の新造船。1982年（昭和57年）の廃止時まで使用されたのち民間に売却された。